# Cryptocephalus ayvazi
Cryptocephalus ayvazi – gatunek z rzędu chrząszczy z rodziny stonkowatych. 
Gatunek ten po raz pierwszy został naukowo opisany w 2002 roku przez Alego Göka i Davida Sassiego.
Występuje w Turcji.